# Naamsepoort (metrostation)
Naamsepoort (Frans: Porte de Namur) is een station van de Brusselse metro, gelegen in Brussel vlak bij de grens met de gemeente Elsene.

## Geschiedenis
Naamsepoort werd geopend op 21 december 1970 als premetrostation van de Kleine ringas en onderdeel van de premetrotunnel tussen Madou en Naamsepoort. Dit station werd bediend door tramlijnen 101, 102 en 103.
In 1985 werd de premetrotunnel doorgetrokken tot het Louizaplein en werd het station Louiza geopend, wat het einde betekende van de tunnelingang gelegen in de Gulden-Vlieslaan. Geen drie jaar nadien werd op 2 oktober 1988 de premetrolijn omgebouwd tot metrolijn 2, waardoor de perrons werden verhoogd tot het huidig niveau.
In de jaren 2000-2010 werd dit station voorzien van een lift ter hoogte van elk perron, en werd de ingang vlak bij de aansluiting met bussen 54 en 71 richting centrum volledig vernieuwd. Sinds de herziening van het metronet in 2009 rijden metrolijnen 2 en 6 in dit station.
Volgens de oorspronkelijke metroplannen van 1969 had Naamsepoort een kruisingsstation moeten zijn met lijn 4, welke het zuiden van Elsene via Naamsepoort met het stadscentrum had moeten verbinden. De bouw van een tweede niveau is er echter nooit gekomen, in tegenstelling tot het station Louiza.

## Situering
Het station bevindt zich onder het plein Naamsepoort waar oorspronkelijk een stadspoort stond en waar de steenweg in de richting van Namen begon. Het tracé van de stadspoorten van Brussel is vandaag de dag nog duidelijk zichtbaar door de Kleine Ringas (R20). Ter hoogte van het metrostation Naamsepoort bevindt zich het kruispunt tussen de Elsensesteenweg en de Gulden-Vlieslaan, waaronder de Naamsepoorttunnel loopt.
In de Elsensesteenweg is er aansluiting voorzien met de bussen 54 en 71 van de MIVB ter hoogte van de halte Matonge-Naamsepoort, gelegen aan de rand van de Congoleese wijk Matonge. De eindhalte van de overige buslijnen is gelegen in de Marnixstraat op de Kleine Ringas (R20).

## Kunst
Aan de wanden van de stationshal zijn op vier plaatsen kunstwerken van Octave Landuyt te vinden, die samen de cyclus Het uiteindelijke Verkeer vormen. De ronde bas-reliëfs stellen verschillende stadia in het leven van de mens voor: de geboorte, de liefde, de volwassen wereld en de dood.

## Afbeeldingen

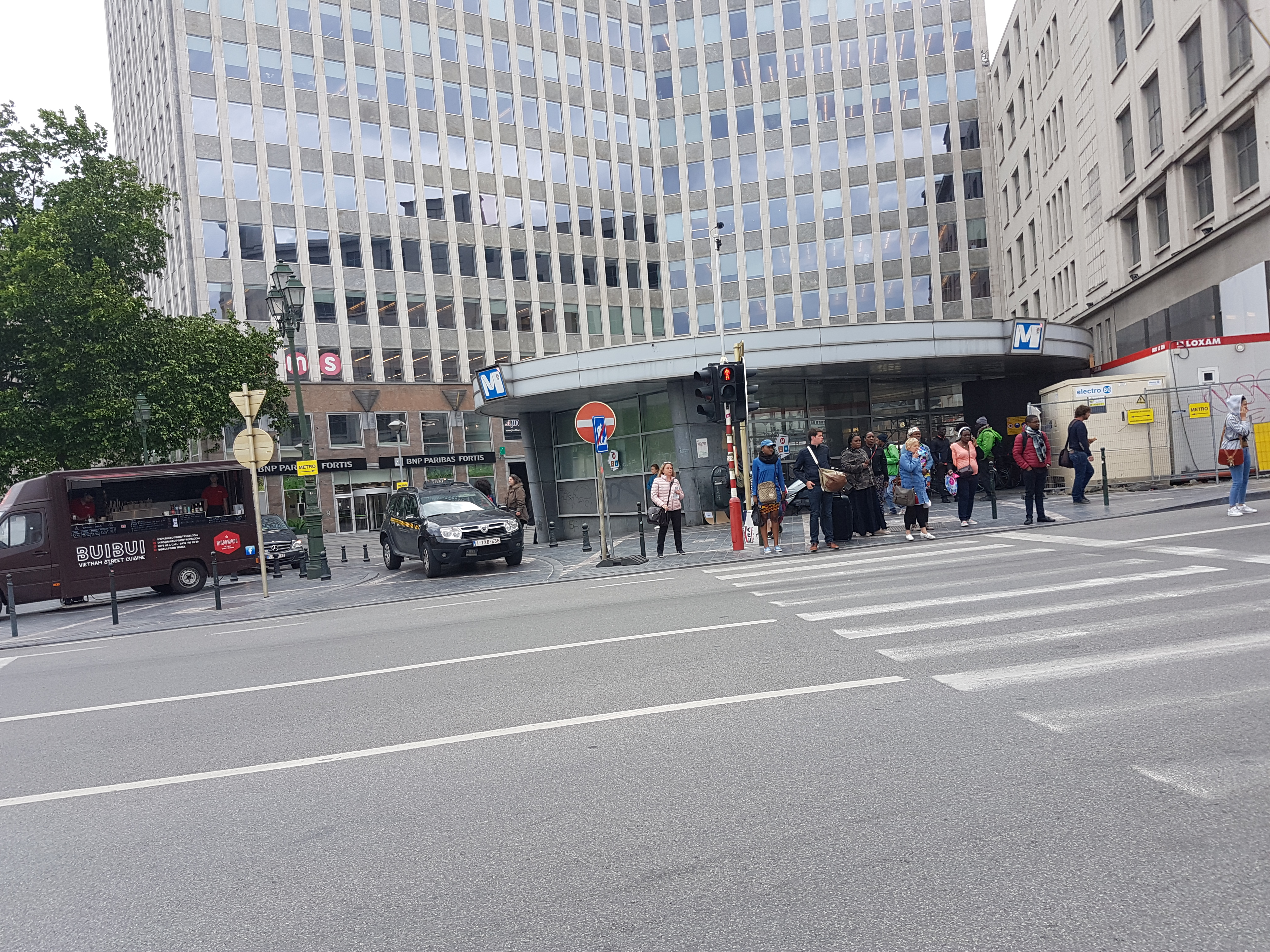
Vernieuwde ingang in de jaren 2000-2010
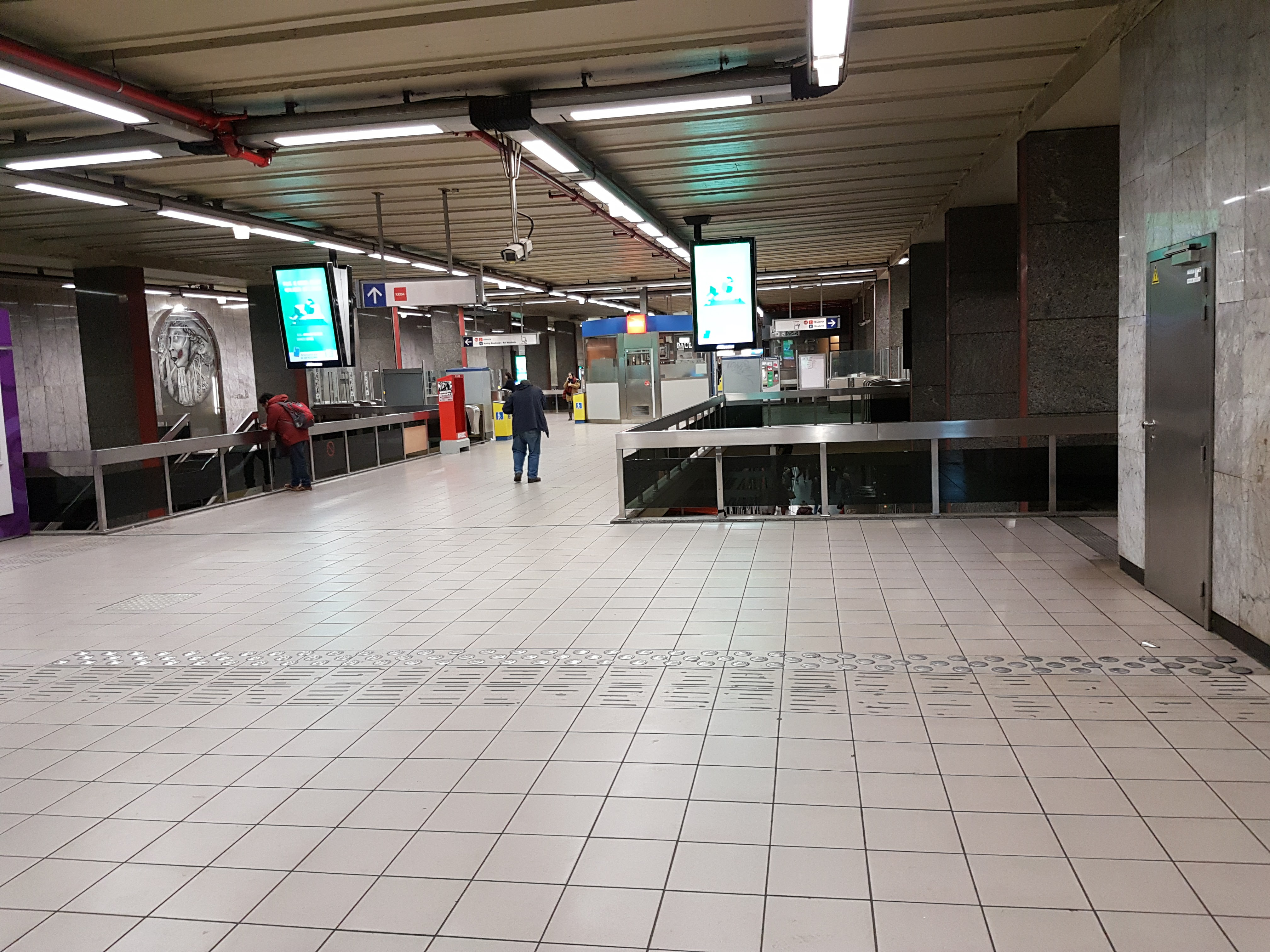
Lokettenzaal en toegang tot de perrons
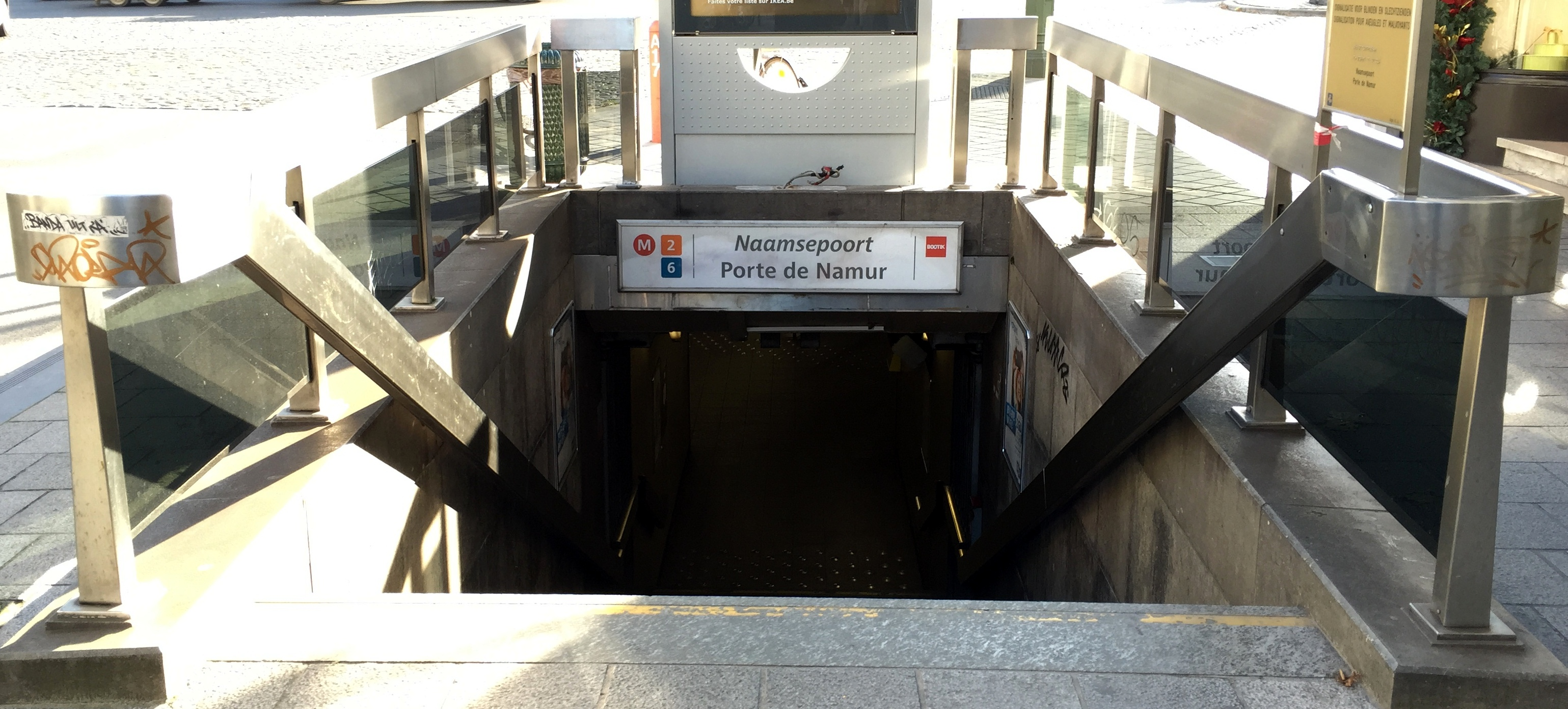